# Блазново (Московская область)
Блазново — деревня в Можайском районе Московской области в составе сельского поселения Горетовское. Численность постоянного населения по Всероссийской переписи 2010 года — 93 человека, в деревне числится 1 улица — Мира. До 2006 года Блазново входило в состав Кукаринского сельского округа.
Деревня расположена в центральной части района, примерно в 8 км к северо-западу от Можайска, на восточном берегу Можайского водохранилища, высота центра над уровнем моря 191 м. Ближайшие населённые пункты южнее, на противоположном берегу водохранилища — Криушино, посёлок Гидроузел и Марфин-Брод.